# Куманика
Ежеви́ка не́сская, или Кумани́ка (лат. Rúbus nessénsis) — вид растений из рода Рубус (Rubus) семейства Розовые (Rosaceae).

## Ботаническое описание
Листопадный кустарник высотой до 1—2 метров, образующий корневую поросль. Побеги прямостоящие, лишь на верхушке поникающие, угловато-ребристые с редкими, почти прямыми чёрно-пурпурными шипами.
Листья сложные, состоят из трёх или пяти (реже семи) листочков с неравномерно-острозубчатыми краями. Листочки тонкие, сверху обычно голые, снизу коротковолосистые по жилкам, нижняя поверхность листочка более светлая.
Плодущие веточки короткие, расположены горизонтально, имеют редкие шипики и тройчатые листья.

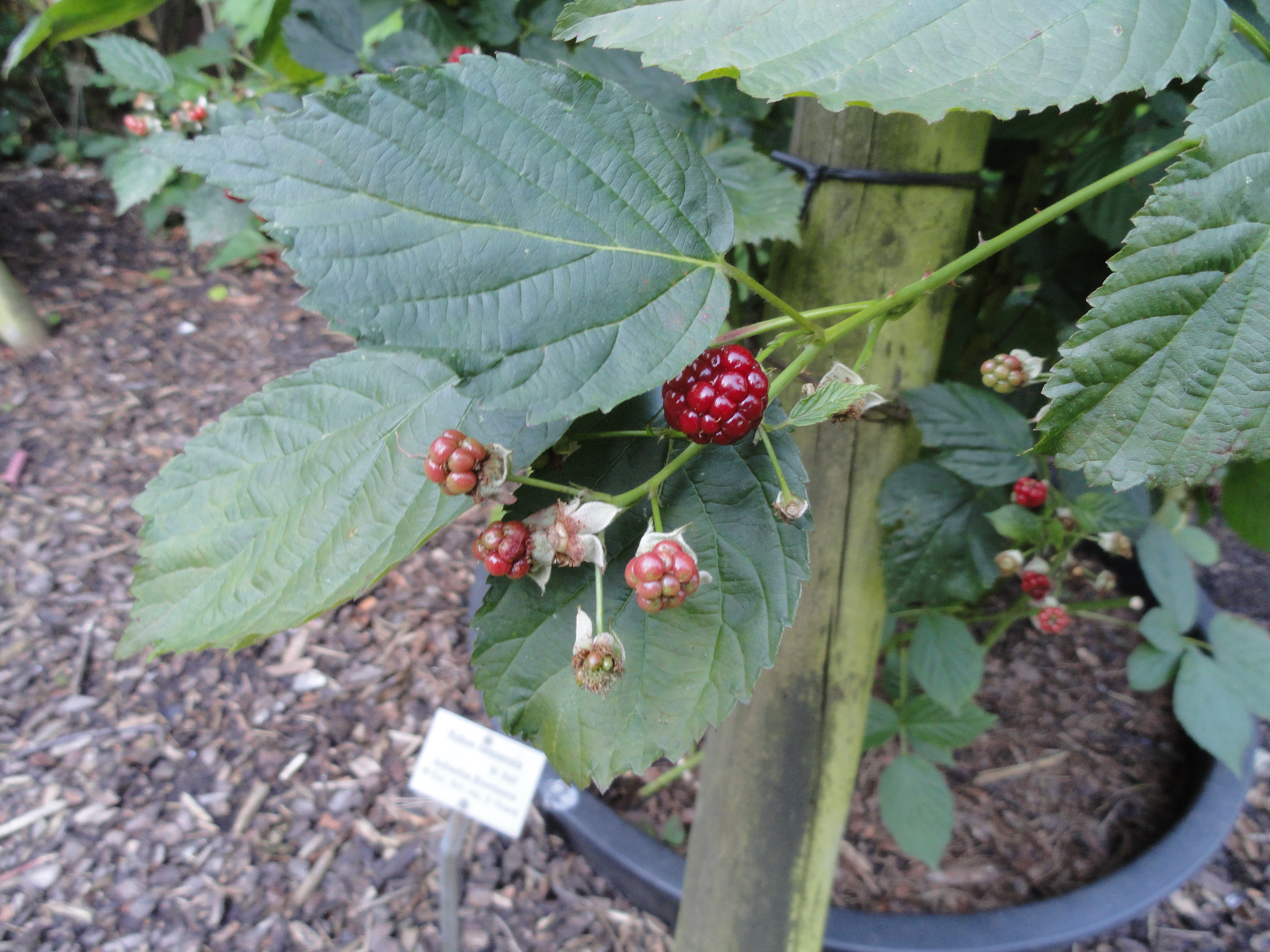
Плоды и листья

Цветки диаметром около 2 см, с зелёными чашелистиками и белыми лепестками, собраны по 5—12 штук в щитковидно-метельчатые соцветия на концах плодущих побегов. Плоды около 1 см в диаметре, блестящие, красновато-чёрные. Косточки маленькие, треугольные.

## Распространение и среда обитания
Куманика встречается в лесах, на опушках, по берегам рек и на окраинах болот в Средней и Атлантической Европе, Скандинавии. В России — в лесной и лесостепной зонах европейской части. Вид описан из Англии.

## Значение и применение
Плоды куманики съедобны, но в культуре это растение выращивается редко.
Во время цветения куманика даёт медоносным пчёлам много нектара. Мёд светлый, прозрачный, с лёгким ароматом. Продуктивность сахара чистыми насаждениями 70кг/га и много пыльцы.
Куманику поедают все сельскохозяйственные животные кроме лошадей.